# Signal de Nave
Le signal de Nave est un sommet situé sur la crête occidentale du massif du Vercors culminant à 1 609 mètres d'altitude dans le département français de l'Isère en région Auvergne-Rhône-Alpes. Il fait partie de la même crête que le Bec de l'Orient (1 568 mètres), les rochers de la Clé (1 500 mètres), le pas de la Clé (1 509 mètres), les rochers de Combes Noires (1 643 mètres) et la Buffe (1 623 mètres). Il est composé de roches calcaires urgoniennes typiques du massif du Vercors. Il surplombe la prairie de Fessole situé 200 mètres plus bas sur le versant occidental et la commune de La Rivière en contrebas. Il est visible du Voironnais à la région de Romans-sur-Isère et au niveau des Terres froides.